# レチウス条
レチウス条（レチウスじょう、レチウスの並行条・レッチウス線条とも）は、エナメル質の成長線の一つである。
横断標本では歯髄腔を中心とする同心円状にあらわれる。